# Symphonie no 2 de Piston
Pour les articles homonymes, voir Symphonie no 2.
La Symphonie no 2 a été écrite par Walter Piston en 1943.

## Historique
La deuxième symphonie de Piston a été commandée par le Fonds Alice M. Ditson de l'université Columbia, et a été créée à Washington, DC, le 5 mars 1944, par le National Symphony Orchestra, dirigé par Hans Kindler (en). Au lendemain de la première, Kindler a envoyé Piston une lettre déclarant que la symphonie « est sans l'ombre d'un doute l'une parmi la demi dizaine de grandes œuvres écrites au cours des dix dernières années. Elle chante toujours dans mon cœur et dans ma conscience, et elle ne veut pas me quitter ». Les exécutions suivantes ont rapidement suivi, d'abord par l'Orchestre symphonique de Boston, puis à New York le 12 mai 1945 par l'Orchestre symphonique de la NBC à la première édition du Festival de la musique américaine de la Columbia University, et encore à New York par l'Orchestre philharmonique de New York mené par Artur Rodziński. À la suite de ces nouvelles interprétations à New York, Piston a remporté le Prix du Cercle des critiques musicaux pour la saison 1944-1945. C'est cette œuvre qui a établi la réputation de Piston comme un important compositeur américain.

## Structure
L'œuvre est en trois mouvements:
1. Moderato
2. Adagio
3. Allegro

L'œuvre dure environ 25 minutes.
Bien que, comme pour toutes ses symphonies, Piston ne spécifie pas de tonalité, les mouvements extérieurs sont en la mineur. Le premier mouvement est de forme sonate allegro, et commence par une rythmique souple, une mélodie imprévisible à 6/4 présentée par les altos et violoncelles. Le deuxième sujet est dansant, avec la percussion, et l'exposition se termine par un bref fugato. Le premier sujet est plus sombre au début du développement, qui se développe peu à peu dans de grandes phrases de l'orchestre complet. Dans la réexposition, le contraste entre les deux sujets principaux est accentué, et la coda ramène le premier thème joué pianissimo. L'adagio se présente comme une mélodie italienne soupirante introduite par la clarinette qui prend d'une allure apparemment improvisée, mais dont la construction a demandé à Piston beaucoup de travail. Lorsque Walter Piston est mort, Leonard Bernstein a choisi de jouer cet adagio avec le Philharmonique de New York pour rendre un hommage à sa mémoire. Ce mouvement ouvertement romantique possède la grâce caractéristique de la deuxième période créatrice de Piston, et présente son thème d'une manière qui rappelle un grand prélude de choral figuré. La finale est énergique et autoritaire, alternant trois thèmes contrastés. Le premier est une fanfare confiée aux cuivres, le deuxième est dansant, et le troisième est une mélodie lyrique, expressive introduite par le cor anglais et la clarinette jouant ensemble.